# JBエンターテインメント
株式会社JBエンターテインメント（ジェービーエンターテインメント、英: JB Entertainment）は、東京都台東区に事務所を構える日本の芸能プロダクション。ジェリービーンズグループの子会社。

## 沿革
- 2025年
  - 6月12日 - ジェリービーンズグループの子会社として設立[1]。
  - 6月18日 - ORβITおよびBUGVELの移籍を発表[2]。

## 所属
- ORβIT（2025年 - ）
  - YOUNGHOON、YOONDONG、TOMO、SHUNYA、YUGO
- BUGVEL（2025年 - ）
  - MINATO、GUNO、RAIRA、MAHIRO
- HICO（2025年 - ）